# Ministerium für Verkehrswesen

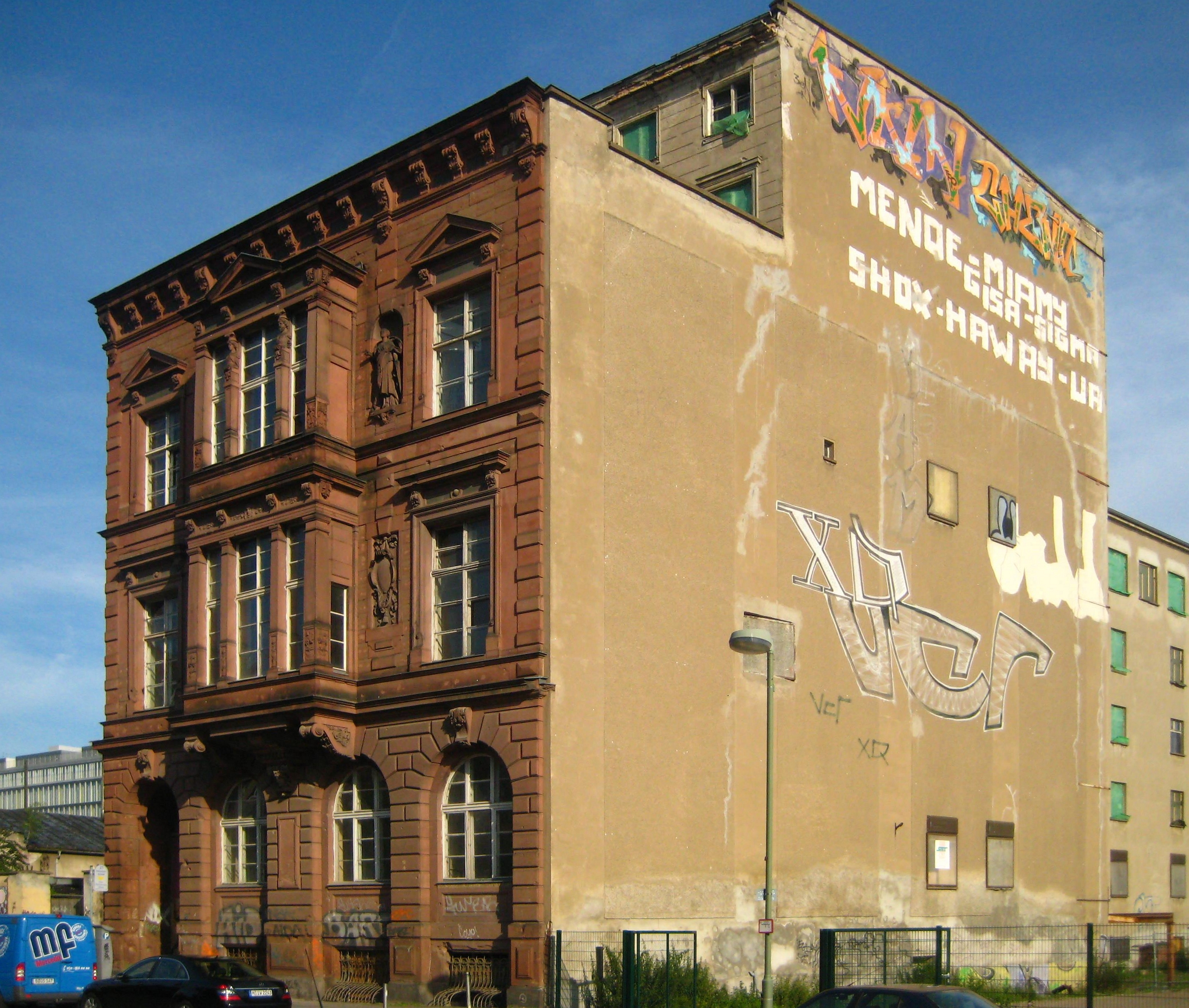
ehem. Gebäude des Ministeriums für Verkehrswesen, Voßstraße 33 in Berlin

Das Ministerium für Verkehrswesen war ein Ministerium im Ministerrat der DDR. 

## Geschichte
Das Ministerium entstand aus der im März 1948 gebildeten Hauptverwaltung Verkehr der Deutschen Wirtschaftskommission mit den Generaldirektionen Reichsbahn, Schifffahrt sowie Kraftverkehr und Straßenwesen. Erster Minister für Verkehr war der parteilose Hans Reingruber. Bereits ab August 1945 gab es eine Zentralverwaltung für Verkehrswesen in der Sowjetischen Besatzungszone. Es agierte in Abstimmung mit dem Ministerium des Innern, dem Ministerium für Post- und Fernmeldewesen und der Deutschen Reichsbahn.
Nach Gründung der DDR am 7. Oktober 1949 unterstanden die Generaldirektionen Reichsbahn, Schifffahrt und Kraftverkehr und Straßenwesen dem Ministerium für Verkehr (MfV). 1953 wurde das Ministerium einschließlich der ihm zugeordneten Generaldirektionen aufgelöst und durch das Ministerium für Eisenbahnwesen und die Staatssekretariate für Schifffahrt sowie für Kraftverkehr und Straßenwesen abgelöst. Bereits im November 1954 wurden diese drei Behörden im Ministerium für Verkehrswesen (MfV) wieder vereinigt. Die Regulierung des motorisierten Verkehrs erfolgte durch die Abteilung Kraftverkehr im Ministerium für Verkehrswesen. Auf der zweiten Ebene der Verwaltung, der Bezirksebene, entstanden die Bezirksdirektionen Kraftverkehr (BDK), deren Aufgaben nach 1972 auf die Verkehrskombinate übertragen wurden.
Nach den ersten freien Volkskammerwahlen 1990 wurde das Ministerium für Verkehrswesen in Ministerium für Verkehr (MfV) umbenannt. Die interne Struktur wurde in Anlehnung an das Bundesministerium für Verkehr (BMV) reorganisiert.

## Nachgeordnete Hauptverwaltungen
- Hauptverwaltung der Maschinenwirtschaft der Deutschen Reichsbahn – Sitz Voßstraße Berlin
- Hauptverwaltung der Wagenwirtschaft der Deutschen Reichsbahn
- Hauptverwaltung des Seeverkehrs und der Hafenwirtschaft[2]

## Minister
- Hans Reingruber (parteilos, 1949–1953)
- Erwin Kramer (SED, 1954–1970)
- Otto Arndt (SED, 1970–1989)
- Heinrich Scholz (SED, Herbst 1989)
- Herbert Keddi (SED-PDS, 1989 – 1990)
- Horst Gibtner (CDU, 12. April 1990 – 3. Oktober 1990)